# Campeonato Mundial de Atletismo en Pista Cubierta de 2026
El XXI Campeonato Mundial de Atletismo en Pista Cubierta se celebrará en Toruń (Polonia) entre el 20 y el 22 de marzo de 2026 bajo la organización de World Athletics y la Federación Polaca de Atletismo.
Las competiciones se realizarán en la Arena Toruń de la ciudad polaca. 